# Parischnolea excavata
Parischnolea excavata là một loài bọ cánh cứng trong họ Cerambycidae.